# Udpumpning
 Der er for få eller ingen kildehenvisninger i denne artikel, hvilket er et problem. Du kan hjælpe ved at angive troværdige kilder til de påstande, som fremføres i artiklen.

Udpumpning er en populær betegnelse for opsugning af et menneskes maveindhold; inden for sundhedsvæsenet benyttes oftere aspiration. Dette kan gøres af forskellige årsager, om end den mest almindeligt kendte er for at tømme maven for en overdosis af f.eks. piller. 

## Udpumpning på skadestuen
Den mest almindelige årsag til at foretage en udpumpning på skadestuen er for at begrænse forgiftningen ved en overdosis. Typisk drejer det sig om mennesker, der har indtaget store mængder smertestillende eller sovemedicin i suicidalt øjemed. Udpumpningen har her to formål: dels fjernes eventuelle pillerester fra kroppen, så forgiftningen begrænses mest muligt, dels kan det aspirerede maveindhold give et fingerpeg om hvilke farmaci, patienten har indtaget, hvilket giver mulighed for at vælge en eventuel modgift. 
Det er efterhånden sjældent, at man foretager en udpumpning på mennesker, der har indtaget for store mængder alkohol; erfaringer viser, at når man ankommer til skadestuen er der kun et minimum af alkohol tilbage i mavesækken. Derfor retter behandlingen sig primært mod at observere patienten for tilkommende komplikationer og behandling af disse. 

## Udpumpning på hospitalet
Det er ikke ualmindeligt at aspirere mavens indhold for indlagte patienter. Den primære årsag hertil er, hvis der er mistanke om et blødende mavesår, hvor en blødning vil være tydelig at se i det aspirerede maveindhold. Tillige kan svært forkvalmede patienter og patienter med andre mave- eller tarm-problemer have gavn af en tom mavesæk. 

## Procedure
En udpumpning foregår ved, at en sonde, der er en tynd plastikslange, lægges ned i mavesækken, typisk via næsen; herigennem kan maveindholdet suges op med et sugeaggregat. 
Inden sonden lægges påføres sonden en smule lokalbedøvende gel; dette har dels til formål at bedøve de øvre luftveje, så sondeanlæggelsen er så lidt ubehagelig som mulig, dels at smøre de øvre luftveje, så sonden glider lettere. Tillige gives patienten, hvis denne kan samarbejde til det, en mundfuld vand at holde i munden. Sonden føres ind gennem det ene næsebor, indtil den ligger bagerst i svælget. Når patienten synker den mundfuld vand, han har holdt i munden åbnes spiserøret, og sonden kan føres resten af vejen ned til mavesækken. Det, at patienten synker vand undervejs, forhindrer således, at sonden lægger sig i lungerne i stedet for i maven. 
De fleste synes at sondeanlæggelse er en ubehagelig, men ikke smertefuld procedure. Den er som regel overstået på få minutter. Det, der oftest generer, er når sondespidsen passerer ned gennem svælget, idet den kan komme til at stimulere brækrefleksen i større eller mindre grad.